# 尊映入道親王
尊映入道親王（そんえいにゅうどうしんのう、寛延元年11月2日〈1748年12月21日〉 - 寛政5年12月9日〈1794年1月10日〉）は、江戸時代中期の皇族。京極宮家仁親王の第三王子。幼名は良宮。初名は惟基。

## 経歴
宝暦2年（1752年）に興福寺一乗院相続が決められ、宝暦9年（1759年）に桃園天皇の猶子として親王宣下を受ける。翌年一乗院に入って得度する。明和6年（1769年）に興福寺別当になるが、寛政5年（1793年）に病のために別当を辞する。これを受けて朝廷では一品親王として遇するが、間もなく病死した。